# ドラマチックチャンネル
ドラマチックチャンネルは、テレビ東京の海外ドラマ、または連ドラ再放送の放送枠の名称。2008年3月31日にスタート。同年3月28日まで全国同時ネットで放送されていた「時代劇アワー」（当時：後に関東ローカル）の後継として放送が始まった。2009年3月27日をもって放送終了。終了後は「ものスタMOVE」を3年間放送後、現在まで続く「韓流プレミア」に繋がる。

## 放送時間
いずれも祝日・大晦日・3が日は放送休止。
- 月 - 金　11:35 - 12:30（開始 - 2008年9月25日）
- 月・火・水　8:04 - 8:56（2008年9月29日 - 2009年3月27日、一時期に2009年3月19日から2週にわたり木曜、金曜にも放送）

## 代表作
これまでコーヒープリンス1号店など韓国作品はもちろん、アメリカ作品も放送した。末期は時代劇でお江戸吉原事件帖を3月11日から25日まで再放送していた。

## 補足
2008年9月25日までは全国同時ネットだったが、2008年度秋の改編によって、同年9月29日からは関東ローカルに降格。
この全国同時ネット枠の実質的な後継枠は「E morning第3部(の後半20分)」・「Lドラ」である。なお、後者はこれまでの全国同時ネット枠とは違い、祝日に重なることによる放送休止が原則的になくなった。
| テレビ東京系列 平日11:35 - 12:30枠 | テレビ東京系列 平日11:35 - 12:30枠                       | テレビ東京系列 平日11:35 - 12:30枠 |
| 前番組                             | 番組名                                                   | 次番組 |
| ---------------------------------- | -------------------------------------------------------- | --- |
| 時代劇アワー                       | ドラマチックチャンネル （2008年3月31日 - 9月25日）       | E morning ※8:56 - 11:45子育てパラダイス（月 - 木） 安心!くらし情報（金） ※11:45 - 11:50Lドラ ※11:50 - 12:26名言寄席 （再放送） ※12:26 - 12:30 |
| テレビ東京 平日8:04 - 8:56枠       |                                                          | |
| 朝はビタミン! ※8:00 - 11:00        | ドラマチックチャンネル （2008年9月29日 - 2009年3月27日） | ものスタMOVE |